# 八代市立太田鄉小學校
32°30′34″N 130°37′23″E / 32.509528°N 130.623°E
八代市立太田鄉小學校位在日本熊本縣八代市日置町，是一間由八代市設立的小學校。

## 歷史
- 1874年（明治7年）8月15日 - 在太田鄉村設立公立日置小學校。
- 1889年（明治22年） - 改稱太田鄉尋常小學校。
- 1919年（大正7年） - 與太田郷農業補修學校合併。
- 1928年（昭和3年） - 昭和天皇夫婦造訪。
- 1932年（昭和7年） - 搬遷校址至現地。
- 1954年（昭和29年） - 舉辦創校80週年紀念典禮。
- 1958年（昭和33年） - 游泳池竣工。學生人數達到歷代以來最多的2,777人。
- 1970年（昭和45年） - 參加「NHK全國學校音樂競賽」的合唱比賽進入全國大會，獲得優秀校的榮譽。
- 1971年（昭和46年） - 連續兩年進入「NHK全國學校音樂競賽」全國大會。
- 1974年（昭和49年） - 舉辦創校100週年紀念典禮。（另立紀念碑）
- 2007年（平成19年） - 獲得MINI籃球全國大賽男子亞軍。
- 2009年（平成21年） - 該校6年4組獲得小學生30人31腳全國大賽冠軍。

## 所在地
- 熊本縣八代市日置町445

## 交通
- 巴士
  - 產交巴士 - 於「太田鄉小學校前」下車，步行約1分鐘。

- 車輛
  - 八代IC - 車程約10分鐘。
  - 八代站 - 車程約3分鐘。

## 周邊設施
- 八代站
- 新八代站
- 熊本勞災病院
- 日本製紙八代工場
- 八代市立第二中學校

## 外部連結
- 八代市立太田鄉小學校網站